# Лет 214 Азијана ерлајнса
Лет 214 авио-компаније Азијана ерлајнс је био међународни лет преко Пацифика, између Међународног аеродрома Инчеон и Међународног аеродрома Сан Франциско.